# Lluís Barraquer Roviralta
Lluís Barraquer Roviralta (Barcelona, 1855 – San Clemente de Llobregat, 13 de octubre de 1928) fue un neurólogo español, hermano del historiador Cayetano Barraquer y Roviralta y del oftalmólogo Josep Antoni Barraquer Roviralta. El cardenal Francisco Vidal y Barraquer era sobrino suyo .

## Biografía
Su familia provenía de San Felíu de Guixols. Su padre, Tomás Barraquer y Llauder, era hermano de Joaquín Barraquer y Llauder y familiar de Manuel Llauder. Era el séptimo de ocho hermanos, uno de ellos militar (José Oriol Barraquer Roviralta). Es padre de Lluís Barraquer Ferré y abuelo de Lluís Barraquer Bordas .

### Formación
Licenciado en medicina por la Universidad de Barcelona (1878), en 1881 comenzó a trabajar en el Hospital de la Santa Cruz, donde en 1882 creó un dispensario de electroterapia que se convirtió en el Servicio de Neurología y Electroterapia. Estuvo influido por Bartolomé Robert, catedrático de patología y clínica médicas y futuro alcalde de Barcelona .
Su formación como neurólogo la adquirió a partir de la lectura de los manuales extranjeros y de sus viajes a Francia, de donde importó algunas técnicas de exploración e investigación. Sus estudios estaban basados en la observación diaria de los enfermos. Describió síntomas como el reflejo de hiperflexión plantar o la distinción entre la contracción mediatizada por el sistema nervioso y la «idiomuscular». 

### Investigaciones
Investigó los trastornos tróficos y las afecciones del sistema nervioso periférico, de forma especial su semiología. En 1885 publicó el artículo "Parálisis periférica protopática de las cuatro extremidades", en la Gaceta Médica Catalana, en la que en 1897 publicó la "Contribución al estudio de la atetosis".
En 1906 publicó la primera observación del llamado síndrome de Barraquer-Simmons, en Alemania (Neurologische Zentralblatt)  y Francia (Nouvelle Iconographie de la Salpêtrière), una lipodistrofia progresiva con pérdida de tejido adiposo subcutáneo de la cara, cuello y tórax, y aumento del tejido adiposo en la mitad inferior del cuerpo.
También llevó a cabo investigaciones sobre la degeneración y regeneración del sistema nervioso periférico en el nervio ciático de conejos . En 1919 publicó el trabajo Etudes clínicas et expérimentales de Neurologie. Dégéneration et régéneration du système nerveux peripherique. En 1928 publicó en los Annals del Hospital de Santa Cruz  "Estudio experimental de la degeneración regeneración del sistema nervioso periférico". También describió el efecto de la lepra en el sistema nervioso periférico. Entre 1919 y 1923 operó una serie de epilepsias focales, procurando identificar la topografía del foco que iba precedido de un análisis clínico por medio de la «faradización» localizada. Colaboraron Manuel Corachán y Enrique Ribas Ribas.
En 1921 describió el reflejo de prensión del pie y en 1922 ingresó en la Real Academia de Medicina de Barcelona con la memoria Valor semiológico de la contracción «idiomuscular». También colaboró en la fundación de la Academia de Ciencias Médicas de Cataluña y Baleares, donde en 1924 impartió una conferencia sobre la atrofia global de los tejidos de un lado del organismo, de patogenia "distrófico-simpática" y de etiología artropática en la mayoría de casos.
Recogió su trabajo de forma minuciosa con iconografía anatómica, clínica y patológica (macro y microscópica), que sirvió también de base para la elaboración del Tratado de enfermedades nerviosas, en dos volúmenes, de su hijo Luis Barraquer Ferré en 1936-1940.